# Lori Greiner
Lori Greiner (9 de diciembre de 1969) es una inversora estadounidense, emprendedora, y personalidad televisiva, conocida por formar parte del equipo de inversores (tiburones) en el programa televisivo "Shark Tank". Apodada como "La Reina de QVC" También ha aparecido en su serie complementaria  "Beyond the Tank". Desde 1998, ha tenido un programa en QVC llamado "El Show de las Creaciones Únicas e Inteligentes". Es también presidenta y fundadora de la compañía radicada en Chicago, "For Your Ease Only, Inc." que estableció en 1996 y realiza desarrollo de producto y marketing. Ha ayudado a lanzar más de 400 productos y posee 120 patentes estadounidenses e internacionales.

## Trayectoria
Greiner creció en Near North Side, Chicago, fue la segunda hija de un contratista y una psicóloga. Sus padres se divorciaron cuando tenía nueve años. Tiene un Máster en Comunicaciones, con especialización en periodismo, televisión, y cine por la Universidad Loyola Chicago, y ha trabajado para el Chicago Tribune mientras asistía a la universidad.
Greiner creó un cofre para organizar pendientes qué más tarde patentó. Con dinero que le prestaron, creó un producto de muestra que fue seleccionado por J.C. Penney antes de las vacaciones y con el que dieciocho meses más tarde, "hizo su agosto" según afirmó.
En 2012, Greiner se unió al show Shark Tank. En 2014, su "Scrub Daddy", un producto revolucionario que consiste en un estropajo que cambia de textura (el material es rígido en agua fría pero blando a temperaturas medias y altas), se consideró su inversión más exitosa. El 30 de julio de 2014 vendió en QVC más de 2 millones de esponjas en 1 solo día. El 30 de abril de 2016, "Scrub Daddy" logró el premio a “la mayor historia de éxito en Shark Tank” con ventas que superaron los 75 millones de dólares.
Otras Inversiones que ha realizado en Shark Tank son: Squatty Potty, Readerest, Paint Brush Cover, Hold Your Haunches, Drop Stop, FiberFix, Simply Fit Board, Sleep Styler y Screenmend.
En 2011, fue ponente en el Primer Simposio sobre Emprendimiento, Patentes, Marcas y Mujeres Empresarias de los Estados Unidos.
En marzo de 2014, Greiner publicó el libro  "Invent It, Sell It, Bank It!: Make Your Million-Dollar Idea Into a Reality", (Invéntalo, véndelo, y amontónalo. Haz de tu idea de un millón de dólares una realidad) que logró el tercer puesto en la lista de superventas de The Wall Street Journal.

## Vida personal
Está casada con Daniel Greiner, antiguo directivo en Bell & Howell antes de ocupar el cargo de director de finanzas en la compañía de su mujer, "For Your Ease Only, Inc."

## Publicaciones seleccionadas
- Greiner, Lori. (2014). "Invent It, Sell It, Bank It!: Make Your Million-Dollar Idea Into a Reality", Nueva York : Ballantine Libros. ISBN 978-0-8041-7643-9.